# Oxystophyllum elmeri
Oxystophyllum elmeri là một loài thực vật có hoa trong họ Lan. Loài này được (Ames) M.A.Clem. mô tả khoa học đầu tiên năm 2003.